# Guojia, Tibet
Guojia (kinesiska: 郭加, 郭加乡) är en socken i Kina. Den ligger i den autonoma regionen Tibet, i den sydvästra delen av landet, omkring 370 kilometer sydväst om regionhuvudstaden Lhasa. Antalet invånare är 800. Befolkningen består av 394 kvinnor och 406 män. Barn under 15 år utgör 27,0 %, vuxna 15-64 år 65 %, och äldre över 65 år 6,0 %.
Genomsnittlig årsnederbörd är 990 millimeter. Den regnigaste månaden är juli, med i genomsnitt 224 mm nederbörd, och den torraste är december, med 5 mm nederbörd.